# إيفان فيشر (موسيقي)
إيفان فيشر (بالمجرية: Fischer Iván) هو موزع وملحن وموسيقي مجري، ولد في 20 يناير 1951 في بودابست في المجر.

## وصلات خارجية
- إيفان فيشر على موقع IMDb (الإنجليزية)
- إيفان فيشر على موقع مونزينجر (الألمانية)
- إيفان فيشر على موقع ميوزك برينز (الإنجليزية)
- إيفان فيشر على موقع أول ميوزيك (الإنجليزية)
- إيفان فيشر على موقع ديسكوغز (الإنجليزية)
- إيفان فيشر على موقع قاعدة بيانات الفيلم (الإنجليزية)